# Compsophorus etchelsii
Compsophorus etchelsii là một loài tò vò trong họ Ichneumonidae.